# 13 Ghosts
13 Ghosts (bra: Treze Fantasmas) é um filme de terror estadunidense de 1960, dirigido e produzido por William Castle  para a Columbia Pictures. Participa do elenco a atriz Margaret Hamilton que interpreta uma governanta vidente, de quem um dos personagens (interpretado pelo ator-mirim Charles Herbert) acredita ser uma bruxa. O roteiro deixa em aberto essa possibilidade, fazendo uma referência a um dos papeis mais conhecidos de Hamilton, a Bruxa Má do Oeste do filme de 1939 The Wizard of Oz. A trama é sobre fantasmas que assombram uma antiga mansão, também de interesse de trapaceiros, o que se tornou uma fórmula conhecida por ser utilizada em várias outras produções, inclusive no desenho animado do Scooby Doo, lançado alguns anos depois.

## Elenco
- Charles Herbert...Arthur "Buck" Zorba
- Jo Morrow...Medea Zorba
- Rosemary DeCamp...Hilda Zorba
- Martin Milner...Benjamin Rush
- Donald Woods...Cyrus Zorba
- Margaret Hamilton...Elaine Zacharides
- John van Dreelen...Van Allen
- William Castle...Ele mesmo
- David Hoffman...mensageiro
- Roy Jenson...fantasma de Plato Zorba

## Sinopse
O ocultista dado como morto durante dez anos, Dr. Plato Zorba, vivia numa mansão retirada até que morreu de repente. O jovem advogado dele, Benjamin Rush, comunica ao herdeiro, o distraído professor Cyrus Zorba, sobre o testamento. Cyrus está com problemas financeiros e acabara de ficar sem todo a mobília, recolhida pelos credores. Quando sabe que herdara a mansão, ele e a família se mudam de imediato para lá. Mas não demoram a descobrir que a casa é assombrada por doze fantasmas, onze capturados pelo professor Plato ao redor do mundo e o décimo-segundo é o próprio. E que logo haverá um assassinato que fará surgir um décimo-terceiro fantasma.

## Refilmagem
Em 2001 houve a refilmagem com o mesmo título, dirigido por Steve Beck. Como o filme original, houve a distribuição da Columbia Pictures (exceto EUA e Canadá, que ficaram a cargo da Warner Bros. Pictures)